# Evan Palmer-Charrette
Evan Palmer-Charrette (21 maggio 1994) è un ex fondista canadese.

## Biografia
Attivo in gare FIS dal febbraio del 2012, Palmer-Charrette ha esordito in Coppa del Mondo il 19 marzo 2017 a Québec (60º) e ai Campionati mondiali a Seefeld in Tirol 2019, sua unica presenza iridata, dove è stato 46º nella 15 km, 47º nella 50 km, 45º nello skiathlon, 63º nella sprint, 10º nella sprint a squadre e 12º nella staffetta. Si è ritirato al termine della stagione 2019-2020 e ha disputato la sua ultima gara in Coppa del Mondo il 23 febbraio a Trondheim.